# Podere Galceto
Il Podere Galceto è un edificio storico situato in via di Galceti a Montemurlo, poco distante dal confine comunale con Prato. 

## Storia e descrizione
Di origine cinquecentesca, si tratta di una casa colonica che diede il nome all'omonima zona collinare di Galceti, oggi in larga parte area naturale protetta. Fu della famiglia dei Geppi. 
L'edificio ha un fronte allungato sviluppato su due piani e dotato di torre colombaria al centro.